# Folke Mikaelsson
Sven Olof Folke Mikaelsson, född 9 september 1933 i Haverö i Medelpad, är en svensk tidigare backhoppare. Han representerade Djurgårdens IF.

## Karriär
Folke Mikaelsson tävlade i tysk-österrikiska backhopparveckan 1957/1958. Han blev nummer 10 i öppningstävlingen i Schattenbergbacken i Oberstdorf i Västtyskland 29 december 1957. Under backhopparveckan säsongen 1959/1960 blev Mikaelsson nummer 11 sammanlagt. Han blev som bäst nummer 4 i deltävlingen i Bergiselbacken i Innsbruck i Österrike 3 januari 1960.
Mikaelsson blev svensk mästare i backhoppning 1957. Samma år tilldelades han Sällskapet Gamla Djurgårdare's guldplakett.